# Sara Berenguer
Sara Berenguer Laosa, née le 1er janvier 1919 à Barcelone et morte le 8 juin 2010 à Montady (Hérault), est une militante anarcho-syndicaliste et féministe libertaire espagnole, active dans l'organisation féminine libertaire Mujeres Libres.

## Biographie
Elle est née dans une modeste famille ouvrière, son père est maçon et militant libertaire.
Elle quitte l’école à 12 ans. À treize ans, elle commence à travailler dans une boucherie, mais révoltée par l’exploitation et le machisme, elle quitte plusieurs emplois. Devenue couturière, elle travaille ensuite dans un atelier, puis à son compte jusqu’en juillet 1936.
Elle a 17 ans, le 19 juillet 1936, quand éclate la révolution espagnole.
Son père part se battre sur le front et y meurt.
Elle participe au Comité révolutionnaire du quartier de Las Corts (Barcelone) jusqu’en juin 1937, au Comité révolutionnaire du syndicat du bois aux côtés d’Antonio Santamaria où elle assure les tâches de mécanographe et de comptable. Elle se retrouve un jour responsable de la distribution des armes.
Parallèlement, elle exerce des responsabilités au comité local de la Federación Ibérica de Juventudes Libertarias (FIJL) et au secrétariat de l’Ateneo Libertaire où elle fait fonction d’institutrice pour les gamins des rues.
Elle rencontre Sol Ferrer, la fille de Francisco Ferrer y Guardia avec qui elle apprend le français.
Lors des Journées de mai 1937 à Barcelone, elle participe aux affrontements armés contre les staliniens, en défendant notamment la Casal (la maison de la femme ouvrière) dirigé par la militante libertaire Amparo Poch y Gascón.
Au printemps 1938, elle est nommée au Comité national de la Solidarité Internationale Antifasciste (SIA) avec Angel Aransaez et effectue de nombreuses visites sur le front.
En octobre 1938, elle rejoint le mouvement Mujeres Libres où elle s’occupe du secrétariat régional de l'association. Elle y combat l’ignorance et s’investit pour « éduquer socialement et culturellement les femmes pour qu’elles puissent se construire et se défendre en tant qu’êtres humains libres et conscients ».

## Exil et résistance
En janvier 1939, c’est la retirada, l’exode vers la France, où elle poursuit son travail pour SIA à Perpignan puis à Béziers, où elle tente de secourir les internés des camps, dont son compagnon Jesus Guillen Bertolin.
Pendant l’occupation nazie, elle est membre du groupe CNT de Bram et assure les liaisons avec la Résistance intérieure française dans l’Aude, l’Ariège, l’Hérault et la Haute-Garonne.
Après la Libération, avec Jesus, elle poursuit son action au sein de la Confédération nationale du travail en exil.
En 1947, elle est responsable des cours de sténographie organisés par la CNT pour les réfugiés et participe activement aux groupes de théâtre organisés par le mouvement libertaire.
À cette époque, elle est très proche des groupes activistes anarchistes, notamment autour d’Octavi Alberola et de Cipriano Mera. En 1965, elle participe aux activités du groupe qui publie le journal Frente Libertario.
De 1972 à 1976, elle reprend avec Suceso Portales la rédaction et la publication de la revue Mujeres Libres (47 numéros de 1964 à 1976).

## De toda la vida
Sa maison, près de Béziers, reste un lieu de rendez-vous des libertaires. C’est là qu’a été tourné en grande partie le film De toda la vida (Toutes nos vies) en 1986, avec Pepita Carpeña, Dolores Prat, Federica Montseny, Suceso Portales, Mercedes Comaposada et Conxa Perez.
Sara Berenguer a collaboré, outre Mujeres Libres, à un très grand nombre de titres de la presse libertaire et à plusieurs anthologies de poésie. Elle collabore également à l’édition du livre Mujeres libres : luchadoras libertarias (éditions FAL, 1999). Lauréate de plusieurs prix de poésie, elle est décédée le 18 juin 2010.

## Citation
« On a oublié ce que votre génération a redécouvert dans les années 1970, que vous avez arraché au pouvoir par vos luttes. La contraception, l’avortement, l’égalité des sexes. Nous avions obtenu tout cela en 1936 en Espagne. Quarante ans de fascisme l’avaient enterré. » - Jacinte Rausa, Entretien avec Sara Berenguer, 20 février 1997, texte intégral.

## Œuvres

### Mémoires
- (es) Entre el sol y la tormenta, Barcelone, Seuba, 1988, (OCLC 462218486).
- Femmes d’Espagne en lutte, le courage anonyme au quotidien de la guerre civile à l’exil, Atelier de création libertaire, 2011, (OCLC 780276113), notice éditeur.

### Poésies
- (es) Cardos y flores silvestres, 1982.
- (es) Jardin de Esencias, 1982,
- (es) El lenguaje de las flores, Barcelone, Amarantos, 1992, (OCLC 81489318).
- (es) Sentiments, Vic Emboscall, 2004, (OCLC 433333110).

#### Ouvrages collectifs
- (en) Avec Laura Ruiz, Free women (Mujeres Libres) : voices and memories for a libertarian future, Rotterdam, Boston, Sense, 2011, (OCLC 668182876).

### Filmographie
- Lisa Berger, Carol Mazer, De toda la vida (Toutes nos vies), 55 minutes, 1986, avec la participation de Sara Berenguer, Pepita Carpeña, Dolors Prat Coll, Federica Montseny, Suceso Portales, Mercedes Comaposada et Conxa Perez, (OCLC 434792621), voir en ligne.
- Le film Libertarias, réalisé par Vicente Aranda en 1996, traite des femmes qui ont milité au sein de l'organisation des Mujeres Libres. Les personnages sont joués par les actrices espagnoles Ana Belén, Victoria Abril et Ariadna Gil.